# Fundulus grandissimus
Fundulus grandissimus is een  straalvinnige vissensoort uit de familie van killivisjes (Fundulidae). De wetenschappelijke naam van de soort is voor het eerst geldig gepubliceerd in 1936 door Hubbs.